# Ada Kepley
Ada Harriet Kepley, född Miser 11 februari 1847 i Somerset Ohio, död 13 juni 1925 i Effingham Illinois, var en amerikansk advokat. Hon blev 1870 den första kvinnan i USA som avlade examen i juridik, och år 1881 även den första kvinna som fick tillstånd att praktisera som advokat.